# Réservoir de Khatchintchay
Le réservoir d'eau de Khatchintchay se trouve sur la rivière Khatchintchay à Agdam, en Azerbaïdjan.

## Histoire
Il a fonctionné de 1964 à 1993, jusqu'à l'occupation d'Agdam par les forces armées arméniennes. En novembre 2020, le territoire est passé sous le contrôle des forces armées azerbaïdjanaises. Le réservoir a une capacité de 25 millions de m³.

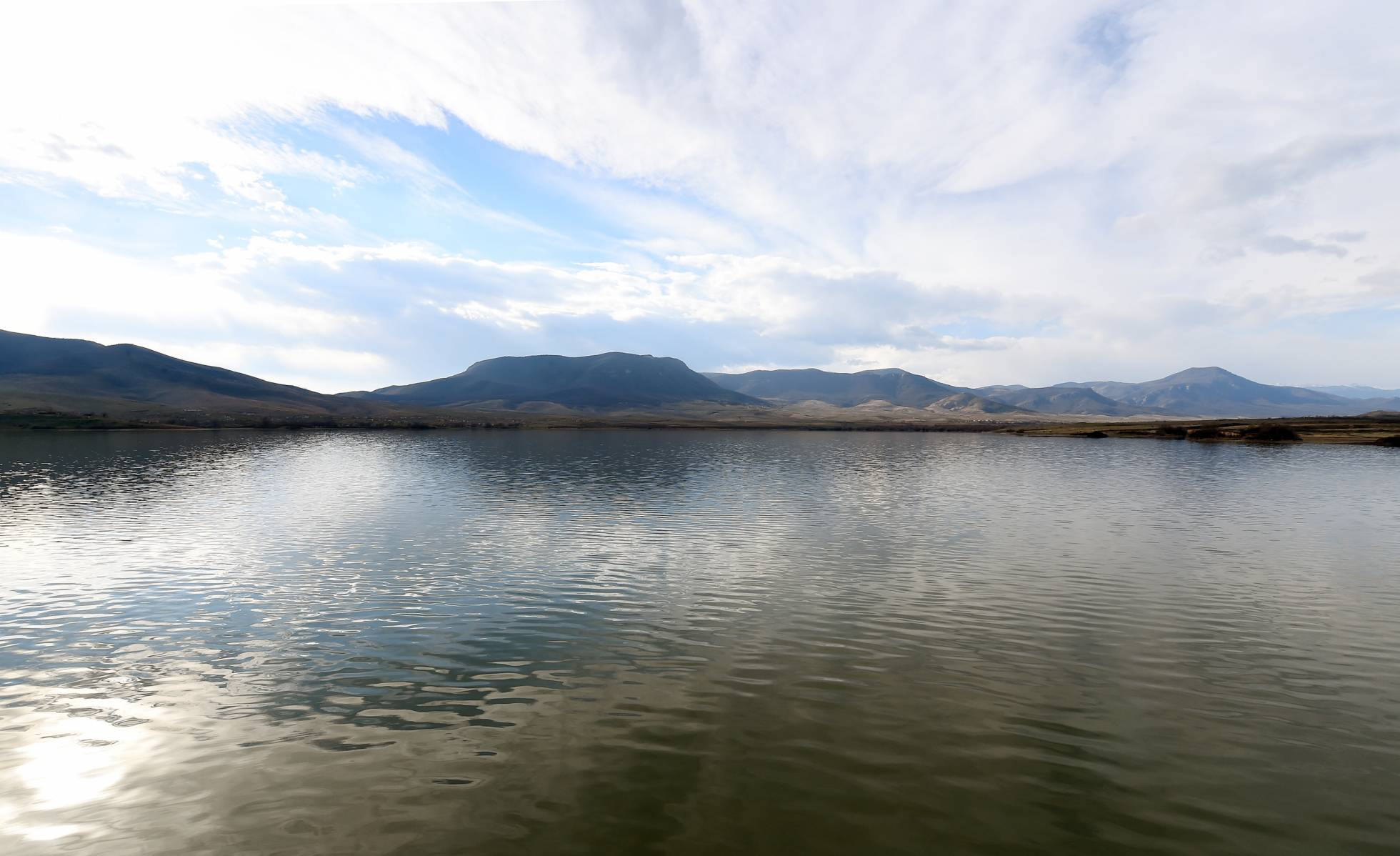
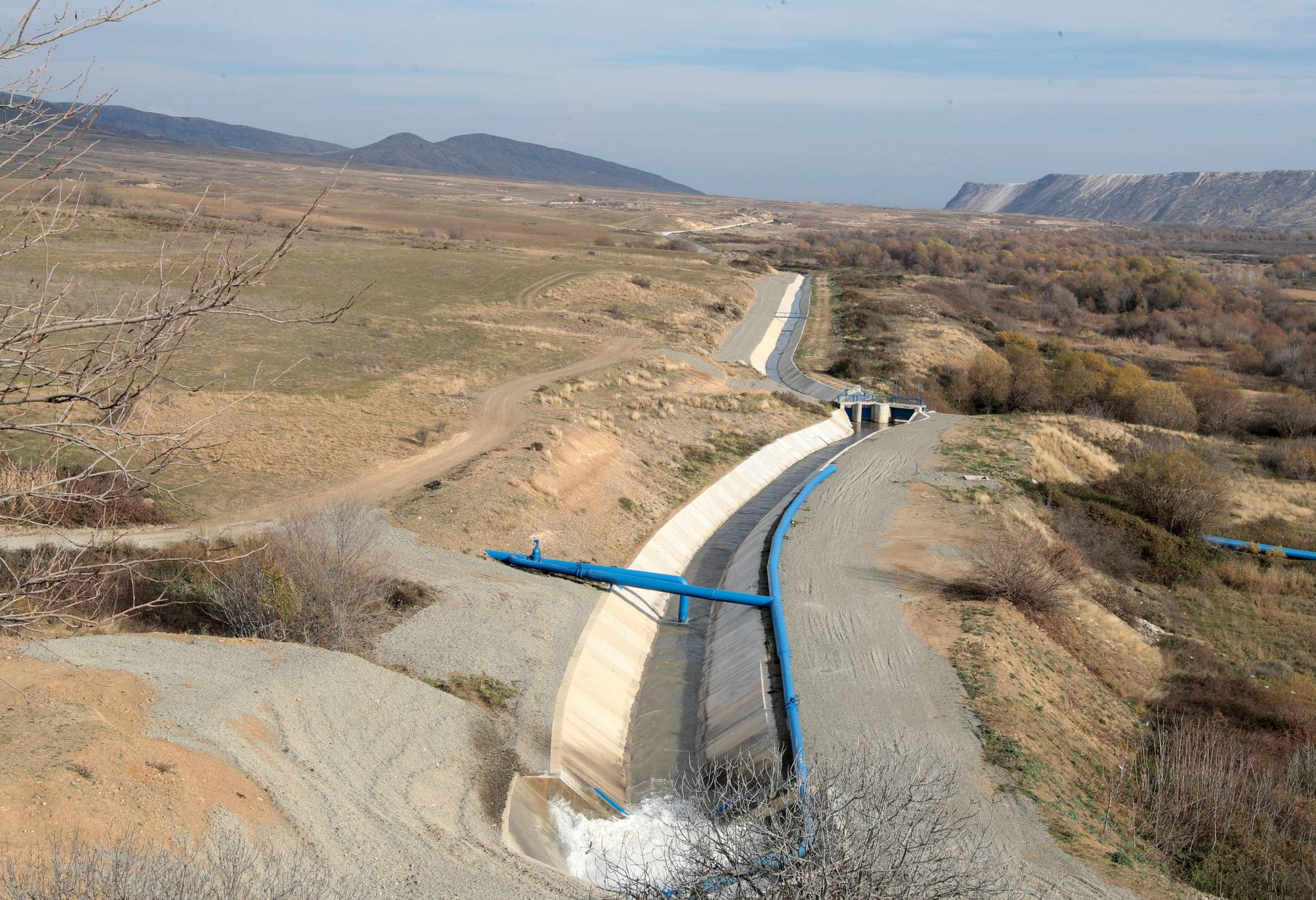